# Inva
Inva (russisk Иньва) er en flod i Perm kraj i Rusland og er en af bifloderne til Kama fra højre i Volgas afvandingsområdet. Floden er 257 kilometer lang og har et afvandingsareal på 5.920 km². Den har et fald på 188 meter og en gennemsnitlig hældning på 0,2 meter per kilometer.
Floden har sit udspring ved bakken Verhnekamskoj i Kamahøjderne i nærheden af grænsen til Kirov oblast. Den løber gennem Komi-Permjakia og ud i Kama-reservoiret. De største bifloder til Inva er Kuba, Velva, Ister, Dojeg, Poj og Isyl fra venstre og Jusva fra højre.
58°59′54″N 55°52′13″Ø / 58.9983°N 55.8703°Ø